# Município de Monroe (condado de Putnam, Ohio)
O município de Monroe (em inglês: Monroe Township) é um município localizado no condado de Putnam no estado estadounidense de Ohio. No ano de 2010 tinha uma população de 2.131 habitantes e uma densidade populacional de 22,92 pessoas por km².

## Geografia
O município de Monroe encontra-se localizado nas coordenadas 41° 07′ 06″ N, 84° 16′ 42″ O. Segundo o Departamento do Censo dos Estados Unidos, o município tem uma superfície total de 92.96 km², da qual 92.69 km² correspondem a terra firme e (0.29%) 0.27 km² é água.

## Demografia
Segundo o censo de 2010, tinha 2.131 habitantes residindo no município de Monroe. A densidade populacional era de 22,92 hab./km². Dos 2.131 habitantes, o município de Monroe estava composto pelo 98.36% brancos, o 0.14% eram afroamericanos, o 0.05% eram amerindios, o 0.09% eram asiáticos, o 0.09% eram insulares do Pacífico, o 0.8% eram de outras raças e o 0.47% pertenciam a dois ou mais raças. Do total da população o 2.44% eram hispanos ou latinos de qualquer raça.